# 低血鈉症
低血鈉症（英語：Hyponatremia）是人體血液中的鈉含量過低時，所引起的臨床病徵。低血鈉定義為血中鈉離子濃度低於135 mmol/L（135 mEq/L），若低於120 mEql/L，則為重度低血鈉症。在臨床上，
可依神經症狀區分為輕度、中度以及重度。輕度的低血鈉症可能沒有任何症狀；中度則可能伴隨有無法思考、頭痛、暈眩以及失去平衡；更嚴重的重度低血鈉症包括會使患者產生譫妄、癲癇還有中風。
低血鈉症的病因一般會依血容量多少而區分為血容量少、血容量正常及血容量过多三種。低血容量的低血鈉症可能是因為腹瀉、嘔吐、利尿劑或是流汗所造成。正常血容量的低血鈉症又可分為尿液清澈以及尿液濃稠兩種。尿液清澈的低血鈉症可能是因為腎上腺功能不全、甲狀腺機能低下症、喝太多水或是喝啤酒過量；尿液濃稠的低血鈉症可能和抗利尿激素不當分泌症候群（SIADH）有關。高血容量的低血鈉症可能是因為心臟衰竭、肝衰竭或是腎功能衰竭。有些疾病在量測血鈉時，會有誤診為低血鈉的情形，一般是出現在像多發性骨髓瘤有高蛋白血的情形，或是高脂血症或高血糖症的情形。
低血鈉症的治療和其病因有關。若在病因不明時，太快地處理低血鈉症的症狀，可能會造成併發症。只有具明顯病狀的病患才建議用3%的標準生理食鹽水進行快速的局部修正，此療法偶爾也會用在突然出現症狀的情形。低血容量的低血鈉症一般會注射生理食鹽水。SIADH會用在限水的病患，若是高血容量的低血鈉症，會用限水及低鹽飲食的治療方法。若是低血鈉症的症狀已出現兩天以上，修正措施需循序漸進地進行。
在住院的病患中，有20%有低血鈉症的症狀，在進行耐力運動中或運動後出現低血鈉症的約有10%。針於住院的病患而言，低血鈉症會增加死亡風險。美國在低血鈉症的花費成本估計有美金26億元。

## 病因
原因可能是攝取過多水分、腎臟功能損壞、肝硬化、心臟病、長期腹瀉、ADH分泌不正常等也會令患者發生低血鈉症。當血液中的鈉濃度突降時，嚴重的症狀很快就出現。

## 症状
腦對鈉濃度很敏感，所以首先會無精打采及思考遲鈍。若情況更嚴重，接下來會肌肉抽搐、神志不清、昏迷甚至死亡。

## 治療
輕微的低血鈉症可由控制飲食中的液體量（一天少於1L）而治療。嚴重的低血鈉症很危急，醫生可用藥物或靜脈注射緩慢增加血液中的鈉含量。若血液中的鈉濃度增加太快，會造成嚴重且通常為永久的腦部損傷。